# Zdeněk Rygel
Zdeněk Rygel (Ostrava, 1 de março de 1951) é um ex-futebolista profissional tcheco que atuava como defensor, campeão olímpico em Moscou 1980

## Carreira
Zdeněk Rygel representou o seu país nos Jogos Olímpicos de Verão de 1980, conquistando a medalha de ouro.